# Ponerites umbra
Ponerites umbra är en myrart som först beskrevs av Popov 1933.  Ponerites umbra ingår i släktet Ponerites och familjen myror. Inga underarter finns listade i Catalogue of Life.